# Vall de Peguera
La vall de Peguera és una coma d'origen glacial situada al sud del Pirineu amb una orientació sud-oest nord-est. Excepte en la seva desembocadura a la vall del riu Escrita a una alçada de 1.353 metres, la vall està rodejada d'una carena continua d'altres muntanyes, entre les quals destaca el Pic de Peguera de 2.982,7 metres d'altitud.
La part superior de la vall està inclosa dintre del Parc Nacional d'Aigüestortes i Estany de Sant Maurici, pertanyent la part inferior a la seva zona perifèrica. La totalitat de la vall de Peguera està inclosa dintre del municipi d'Espot, a la comarca del Pallars Sobirà.
En els anys 50 del segle XX l'empresa Hidroelèctrica de Catalunya feu diverses obres de represat i canalització per dur l'aigua dels estanys de capçalera de la vall cap a la central hidroelèctrica de Lladres.
El refugi Josep Maria Blanc es troba a la part central de la vall, a una altitud de 2.350 metres.

## Geografia

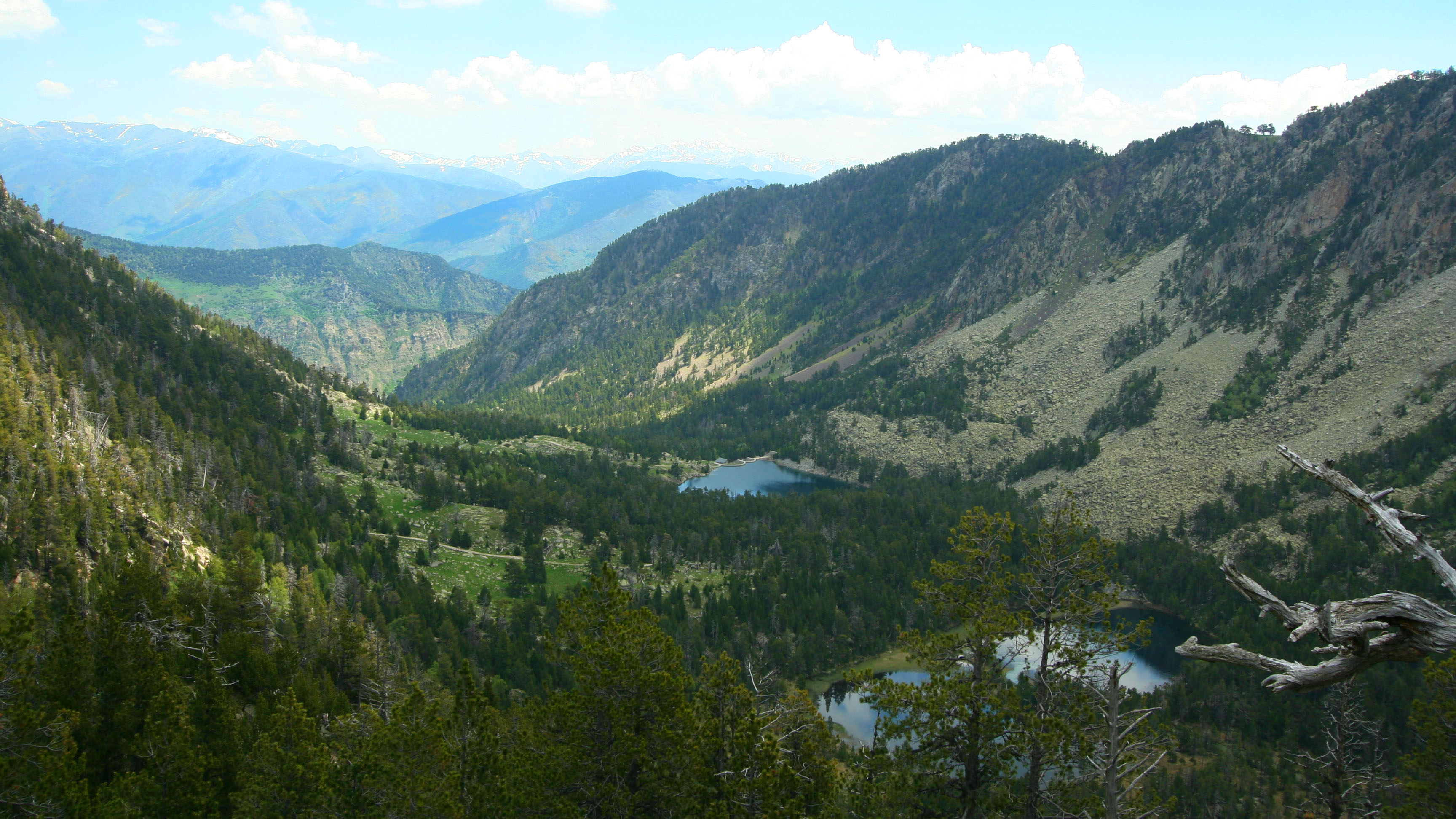
Vall de Peguera: estanys de Lladres i Trescuro, sota el Pic de Carbonero (imatge amb anotacions)

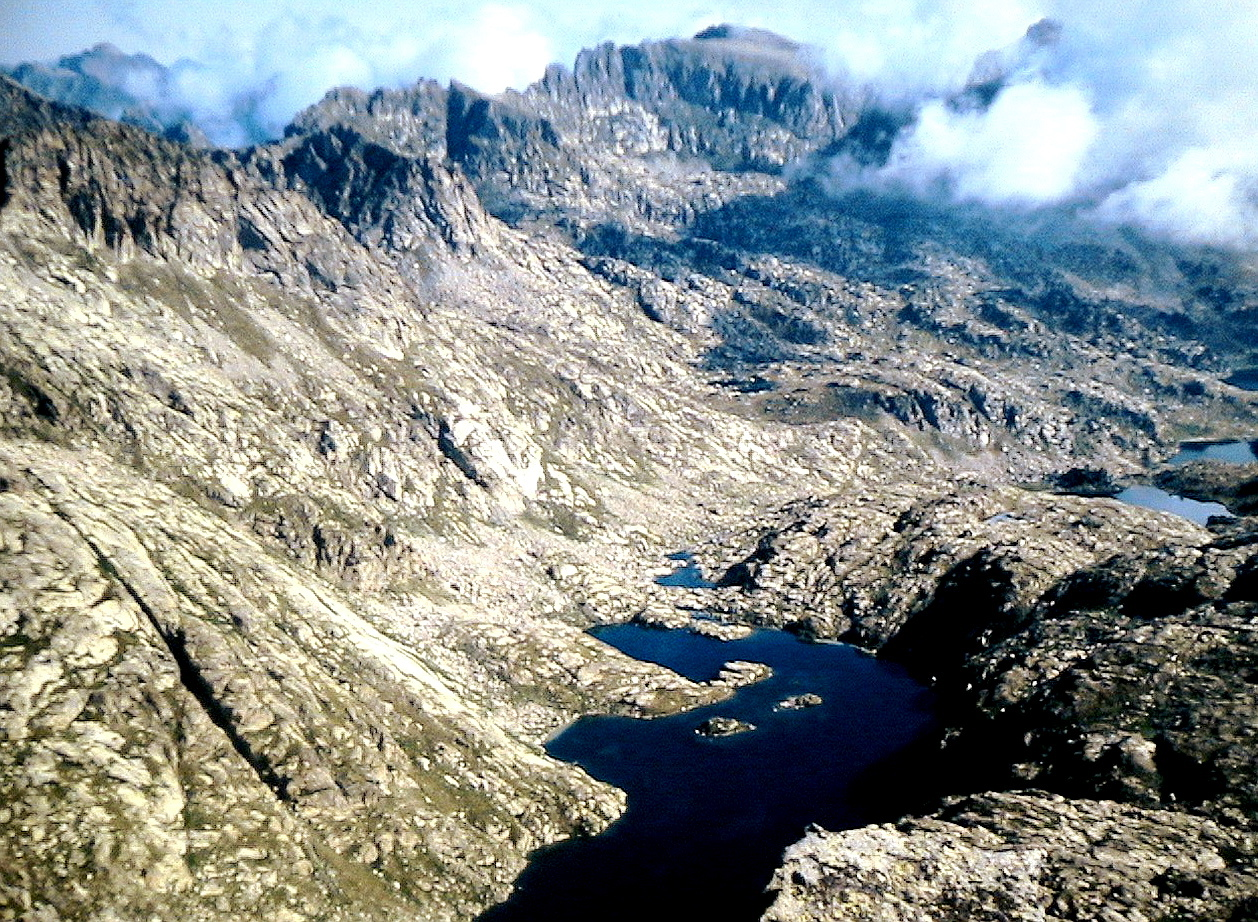
Estany Cap del Port i Pic de Fonguero al fons (imatge amb anotacions)

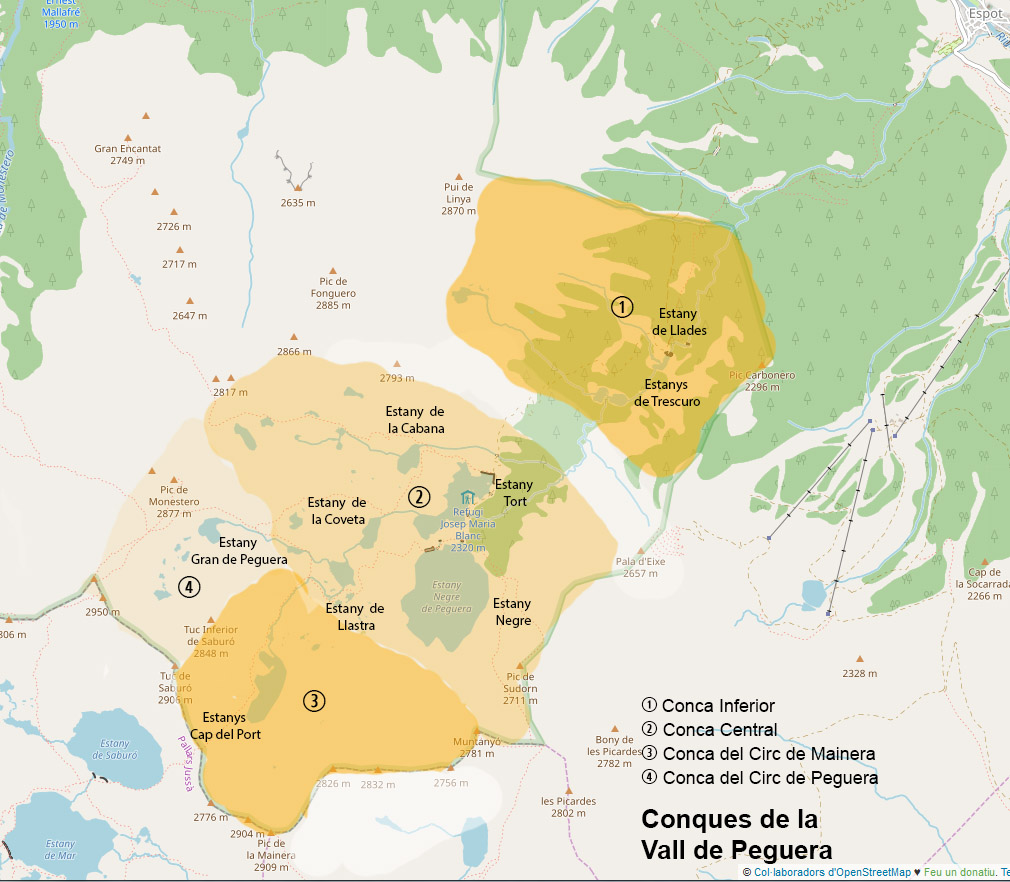
Conques lacustres de la Vall de Peguera

### Cims, serres i colls
En el sentit de les agulles del rellotge, començant en el punt més al nord i a l'est, es troben els següents elements geogràfics:

#### Vessant oriental (NE)
Vessant orientada al nord-est. És la part de la vall que desemboca a la vall del riu Escrita. És un dels punt d'entrada del sender GR-11 a la vall. Aquesta vessant està enquadrada per un pic a cada costat i el riu de Peguera al centre.
- Pui de Linya, de 2.870 metres d'altitud.
- Riu de Peguera, que baixa pel centre de la vall fins a desembocar al riu Escrita a Espot.
- Bosc de Carbonero, que forma l'estibació est del Pic Carbonero, de 2.297 metres d'altitud.

#### Vessant meridional (SE)
El vessant meridional separa la vall de Peguera de la vall del Barranc d'Escarriella que desemboca a la vall de l'Escrita i de les estivacions superiors de la vall d'Àssua, situada clarament al sud de la vall de Peguera.
- Iniciant-se al Pic Carbonero, una carena ascendent separa la vall de Peguera de la vall del Barranc d'Escarriella, on està ubicada l'estació d'Espot Esquí.
- Pic d'Eixe, de 2.657 metres d'altitud. Pic culminant de la Muntanya dels Estanyets.
- Pic de Sudorn, de 2.711 metres.
- Coll del Muntanyó, de 2.747 metres, per un passa el corriol que comunica la vall de Peguera amb la Coma dels Estanyets i la zona dels estanys de Mainera,
- Muntanyó, de 2.781 metres.
- Cresta de l'Avió. El 24 d'agost de 1943 un avió de guerra alemany Dornier Do-217 E-4 es va estavellar en la cresta rocosa situada damunt de l'estany Negre, a prop de 2.700 metres d'alçada, motiu perquè se la reanomenà Cresta de l'avió. L'aparell volava sense tripulació, atès que aquesta havia saltat en paracaigudes prop de 200 quilòmetres abans al fallar els instruments de l'aparell i no ser capaços d'orientar-se de nit.[1]
- Pic de la Mainera, de 2.909 metres.

#### Vessant occidental (SO)
Separa la vall de Peguera de la Conca dels Jous, que forma part de la vall Fosca, a la comarca del Pallars Jussà.
- Collada de Saburó, de 2.668,3, pas situat entre el Pic de la Mainera i el Tuc de Saburó. Enllaça la Conca dels Jous de Colomina situada a l'oest i la Coma del Cap del Port, pertanyent a la vall de Peguera i situada a l'est. El sender GR-11 passa per la collada, així com el recorregut de Carros de Foc.
- Tuc de Saburó, de 2.905,7 metres. Pic piramidal, una cresta en direcció NE separa la Conca de Peguera de la Conca dels Jous de Colomina.
- Pic de Peguera, de 2.982,7 metres. És el pic més alt de la meitat oriental del Parc.

#### Vessant nord (NO)
Forma el límit entre la vall de Peguera i la part alta de la vall del riu Escrita.
- Collada de Monestero, de 2.733,2 metres d'altitud. Enllaça la vall de Peguera amb la vall de Monestero.
- Pic de Monestero, de 2.877 metres.
- Coll de la Valleta Seca, de 2.724,5 metres. Enllaça la vall de Peguera amb Valleta Seca, vall situada al sud del massís d'Els Encantats.
- Cresta de Fonguera, de 1.300 metres de longitud.
- Pic de Fonguera, de 2.883 metres.
- Cresta amb una longitud de 1.180 metres que arriba fins al Pui de Linya. La seva vessant nord és molt abrupta, i rep el nom de Pala del Pui de Linya.

### Estanys i Rius

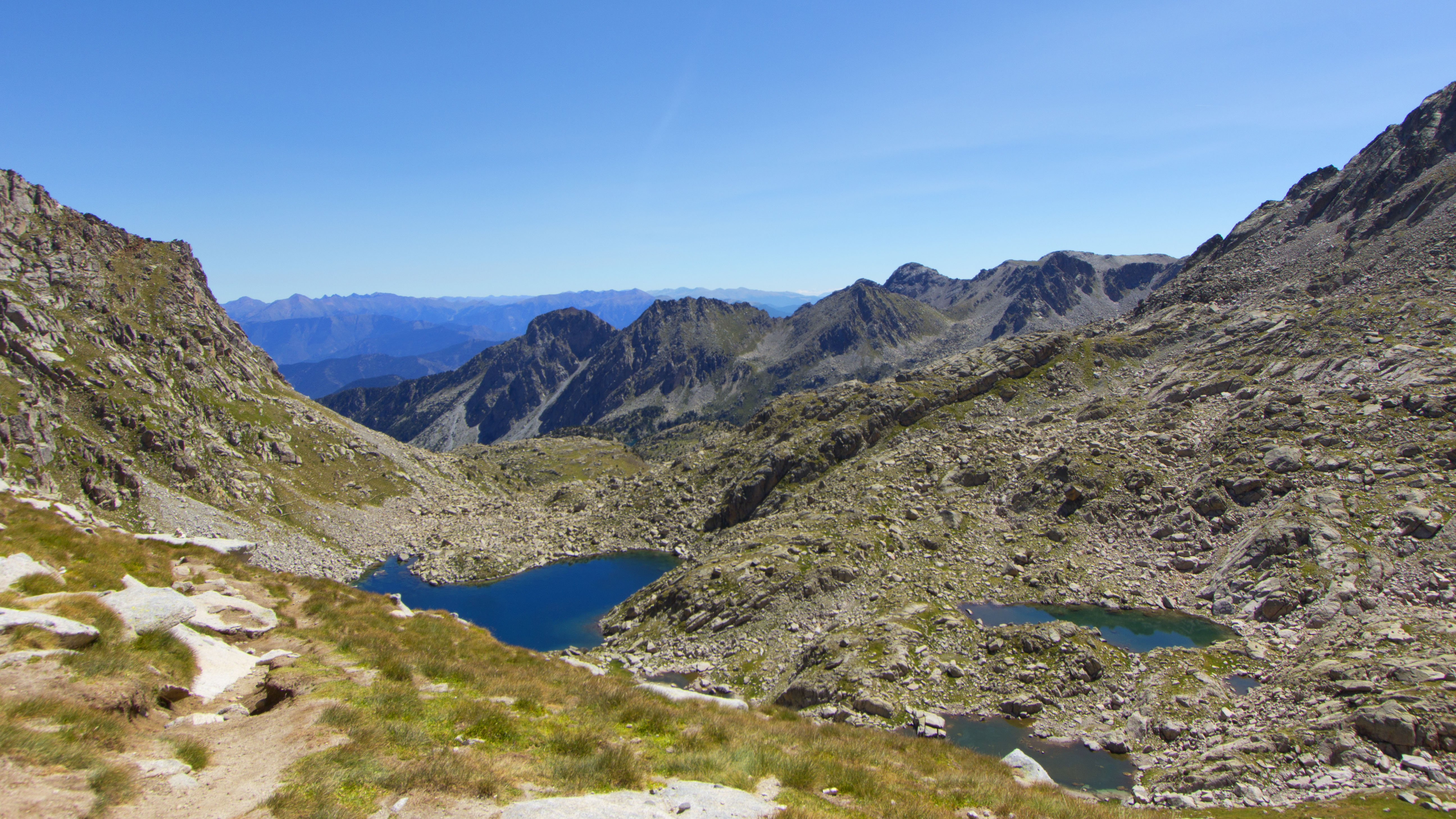
Estany Gran i estanys Petits de Peguera des de la Collada de Monestero

Degut a la composició granítica del sól a la seva meitat superior la vall de Peguera té una gran quantitat d'estanys. Es relacionen agrupats en les conques interiors de la vall.

#### Conca Inferior
Situada a la part mitja de la vall. Els estanys més importats estan situats entre els 2.000 i els 2.050 metres d'altitud.
- Estany de Lladres, a 2.025 metres. Rep l'aigua del riu de Peguera procedent dels estanys de Trescuro. La Presa de la Font Grassa augmenta la seva capacitat d'embassament; les seves aigües són conduïdes a la central de Lladres per una canalització soterrada de 2 quilòmetres de longitud[2] amb l'objectiu final d'enviar aigua de la conca del Peguera per alimentar la cadena de salts formada per la central hidroelèctrica de Lladres primer i la Central hidroelèctrica de Sant Maurici seguidament. El seu efluent és el riu de Peguera, el qual baixa per la part central de la vall de Peguera fins a desaiguar al riu Escrita prop del poble d'Espot.
- Estany de Trescuro, a 2.048 metres. Té 0,8 hectàrees de superficie i 5 metres de profunditat. Rep les aigües del riu Peguera.
- Estany de Fonguera, a 2.545 metres i ubicat sota el pic de Fonguero. Desaigua a l'estany de Trescuro.

A una altitud de 1.400 metres i al costat del riu de Peguera hi brolla una font d'aigües sulfuroses, la Font del Sofre.

#### Conca central
És la conca que compta amb el major nombre d'estanys, així com amb els de majors dimensions.

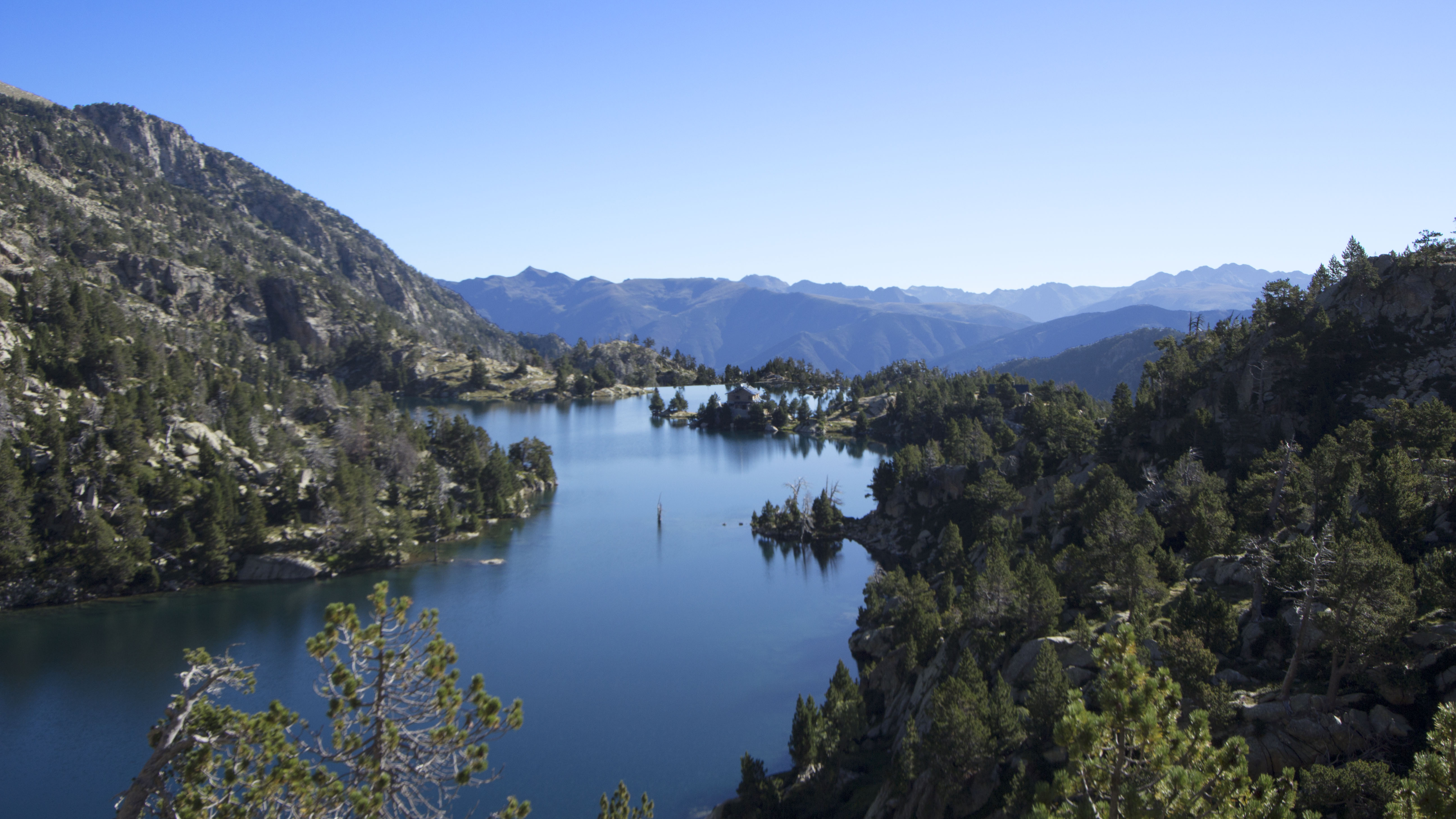
Estany Tort de Peguera i refugi Josep Maria Blanc

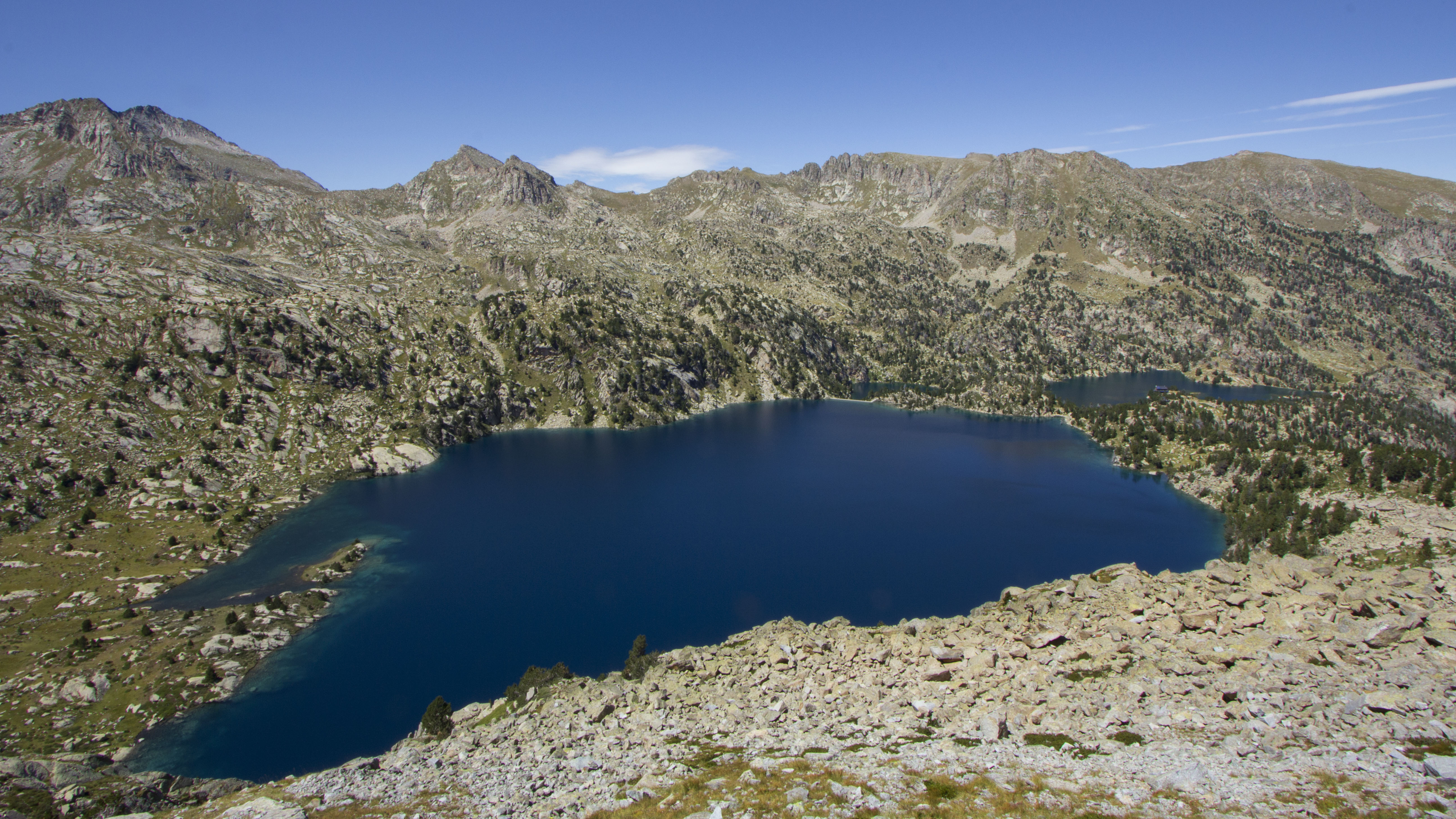
En primer terme l'estany Negre, i en segona línia a la dreta, el Tort de Peguera

- Estany Tort de Peguera, a 2.320 metres. Estany represat, acull en un istme el refugi Josep Maria Blanc. Desaigua a l'Estany de Trescuro mitjançant el riu de Peguera.
- Estany Trullo, a 2.320 metres. Abans de la construcció de la presa que augmentà el nivell de l'estany Tort de Peguera era un estany separat. L'elevació del nivell de l'aigua provocà que els dos estanys s'unissin.
- Estany Negre de Peguera, va ser represat per Hidroelèctrica de Catalunya per augmentar la seva capacitat d'embassament. Té una altitud de 2.337 metres, una superfície de 31,4 hectarees i una profunditat màxima de 70 metres, essent el major de la vall. Desaigua a l'estany Tort de Peguera.
- Estany de la Cabana, a 2.350 metres. Està enllaçat amb l'estany Tort de Peguera per un canal i desaigua de manera natural aigües avall en el riu Peguera.
- Estany de la Coveta, a 2.380 metres. Desaigua en l'estany Trullo/Tort de Peguera. En l'estany de la Coveta hi ha el jaciment arqueològic d'un abric o refugi, datat en el Neolític antic.[3]
- Estany de la Llastra, a 2.400 metres amb un conjunt d'estanys més petits al sud, els quals desaigüen en el de la Coveta.
- Estany del Ferro, a 2.520 metres. Petit estany que desaigua en l'estany de la Llastra.
- Estany de Riu, a la Coma de l'estany de Riu, a 2.490 metres. Desaigua en l'estany de La Coveta
- Estany Amagat,situat a la Conca de la Coma dels Estanys Escondits, és un llac endorreic, té una altitud de 2.600 metres.
- Estanys Escondits, mitja dotzena d'estanys entre els 2.550 i els 2.590 metres d'altitud situats a la Coma dels Estanys Escondits, al nord de a vall, tots ells desaiguant a l'estany de la Cabana.

#### Conca del Cap del Port
Ubicada al circ format pel Tuc Inferior de Saburó, Tuc de Saburó, Pic de la Mainera i Cresta de l'Avió.
- Estany del Cap del Port, a 2.520 metres. Desaigua en l'estany Cubeto.
- Estany Cubeto, a 2.510 metres. Desaigua en l'estany Llastra, situat a la conca central.

#### Conca del Circ de Peguera
Ubicada al circ format pel Tuc Inferior de Saburó, Tuc de Saburó, Pic de Peguera i Pic de Monestero.
- Estany Gran de Peguera, a 2.575 metres. Punt de naixement del riu de Peguera, el qual desguassa a l'estany Llastra, a la conca central.
- Estanys Petits de Peguera, al voltant dels 2.600 metres. Desaiguen en l'estany Gran de Peguera.
- Estany Gelat, a 2.635 m de altitud, sota del Pic de Peguera i sobre els estany Petits de Peguera, on desaigua.

## Excursions i travesses

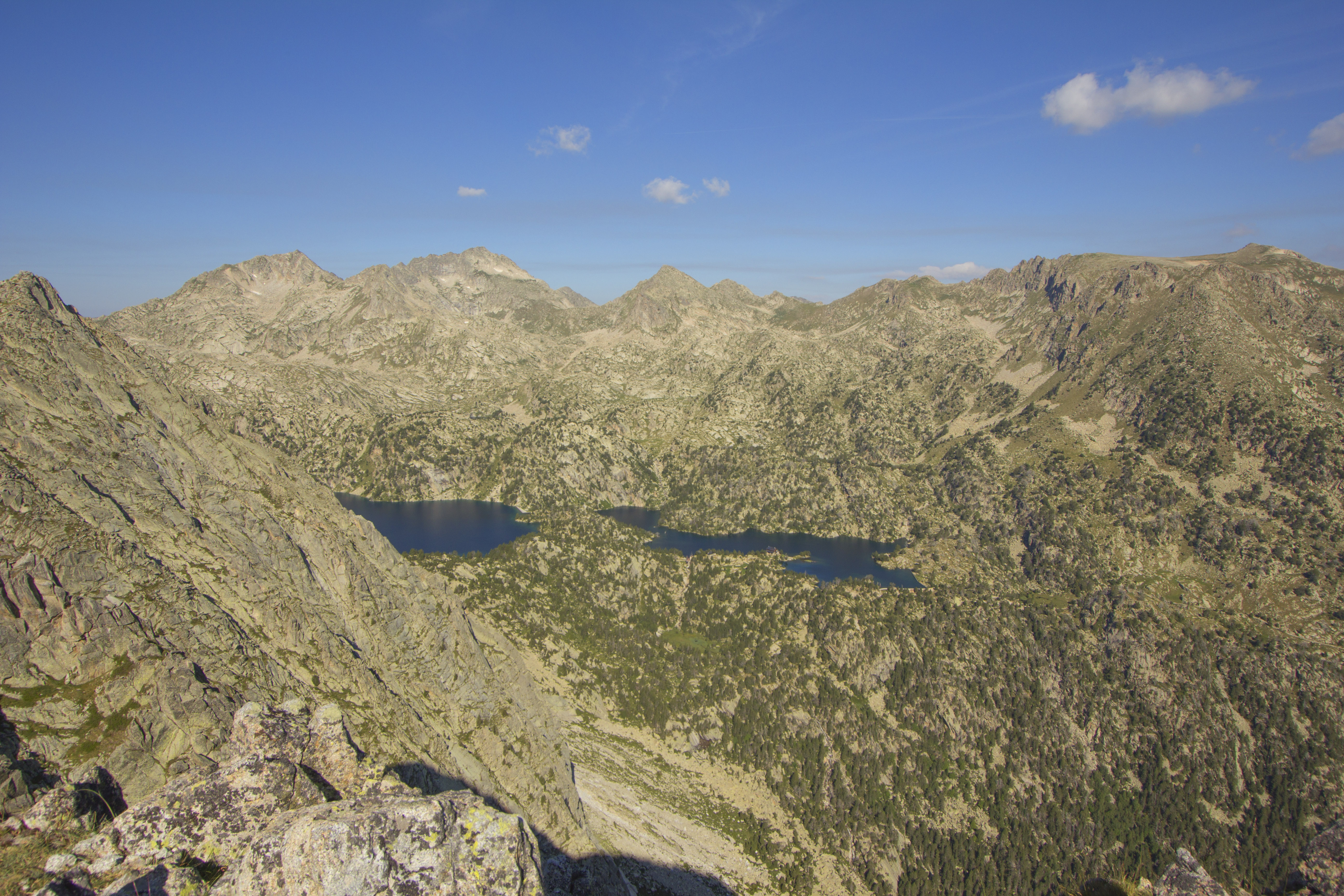
Estanys Tort de Peguera (dreta) i Negre des del Pic d'Eixe

### Refugi Josep Maria Blanc
La vall de Peguera permet realitzar múltiples excursions i travesses en qualsevol època de l'any, i el refugi Josep Maria Blanc, guardat durant l'estiu, permet pernoctar amb comoditat. Està ubicat en una península a l'est de l'estany Tort de Peguera, i és una bona base per qualsevol activitat que es dugui a terme a la vall. A l'estiu s'hi pot accedir des d'Espot en taxi tot terreny.

### Senderisme
És l'activitat més popular que es fa a la vall de Peguera, encara que la seva pràctica està limitada als mesos on l'absència de neu ho permet. Hi ha diverses rutes ja establertes.

#### GR-11
El GR-11 és un sender de gran recorregut que recorre els Pirineus des del Cantàbric a la Mediterrània pel seu vessant sud. La variant GR-11-20 del sender ve de l'oest des de l'estany de Saburó entrant a la vall per la Collada de Saburó, baixant per la Coma del Cap del Port fins al Refugi Josep Maria Blanc. D'allà continua baixant per la vall de Peguera fins al poble d'Espot.

#### Carros de Foc
Carros de foc és una travessa circular molt popular que passa pels 9 refugis del Parc. El recorregut té tres vies principals d'entrada a la vall:
- Collada de Saburó, procedent del refugi de Colomina.
- Collada de Monestero, procedent del refugi Ernest Mallafré.
- Coll de la Valleta Seca, procedent del refugi Ernest Mallafré.

#### Quilòmetre vertical
El Quilòmetre Vertical és una competició consistent en pujar des d'Espot per la vall de Peguera resseguint el sender GR-11 fins a assolir un desnivell de 1.000 metres en el menor temps possible. No hi ha una dia concret per dur a terme la competició, sinó que cada participant pot escollir lliurement la jornada i registrar sortida, assoliment dels 1.000 metres i tornada en una aplicació de mòbil mitjançant la lectura de codis QR. La distància a recórrer és de 6.700 metres i el desnivell és del 14,92%.

### Escalada
En la vall de Peguera hi ha una gran varietat de vies d'escalada. Les següents taules mostren algunes de les seves característiques: 
Nombre de vies en funció del tipus d'escalada.
| Tipus     | Vies |
| --------- | ---- |
| Esportiva | 54   |
| Clàssica  | 19   |
| Gel       | 11   |
| Total     | 84   |

Categories de la classificació de les vies en funció del seu tipus d'escalada:
- Esportiva. Es prioritza la dificultat tècnica. Proposa l'ascensió de parets exclusivament en lliure i utilitzant la corda com a assegurança. Els punts d'assegurament son fixes.
- Clàssica. Es prioritza l'ascensió per on millor li sembla a l'escalador, que ha d'usar el material d'assegurament que porti.
- Gel. La seva pràctica requereix unes tècniques específiques atès que s'opera en unes condicions molt canviants.

Nombre de vies en funció del nivell d'equipament de la via.
| Nivell        | Vies |
| ------------- | ---- |
| Equipada      | 47   |
| Semi Equipada | 0    |
| No equipada   | 37   |
| Total         | 84   |

Categories de la classificació de les vies en funció del seu nivell d'equipament:
- Equipada: Via en la qual els punts d'assegurament són fixos; espits, parabolts o ancoratges químiques.
- Semi equipada: Via en la que els passos clau i les reunions estan equipats, però no la resta de la via.
- No equipada: No hi ha cap passatge equipat.

Cal tenir en compte que l'escalada només està permesa a les vies catalogades. Cal autorització prèvia per obrir vies noves.

### Esquí de muntanya i raquetes
En el mes de març de 1963 es va celebrar el cinquè ralli d'esquí de muntanya organitzat pel Centre Excursionista de Catalunya, amb un recorregut que s'iniciava a l'estany Gento i per la vall de Peguera finalitzava al poble d'Espot.

## Homenots
A primers de gener de 1947 l'esquiador i escalador Ernest Mallafré i Planella i dos companys més descendien amb esquís de muntanya des del pic de Monestero quan una allau els sorprengué. N'Ernest Mallafré fou arrossegat per la neu i perdé la vida. Fou enterrat el dia de Reis en el cementiri d'Espot. En honor seu s'anomenà un refugi amb el seu nom, el refugi Ernest Mallafré.

## Infraestructures

### Hidroelèctriques

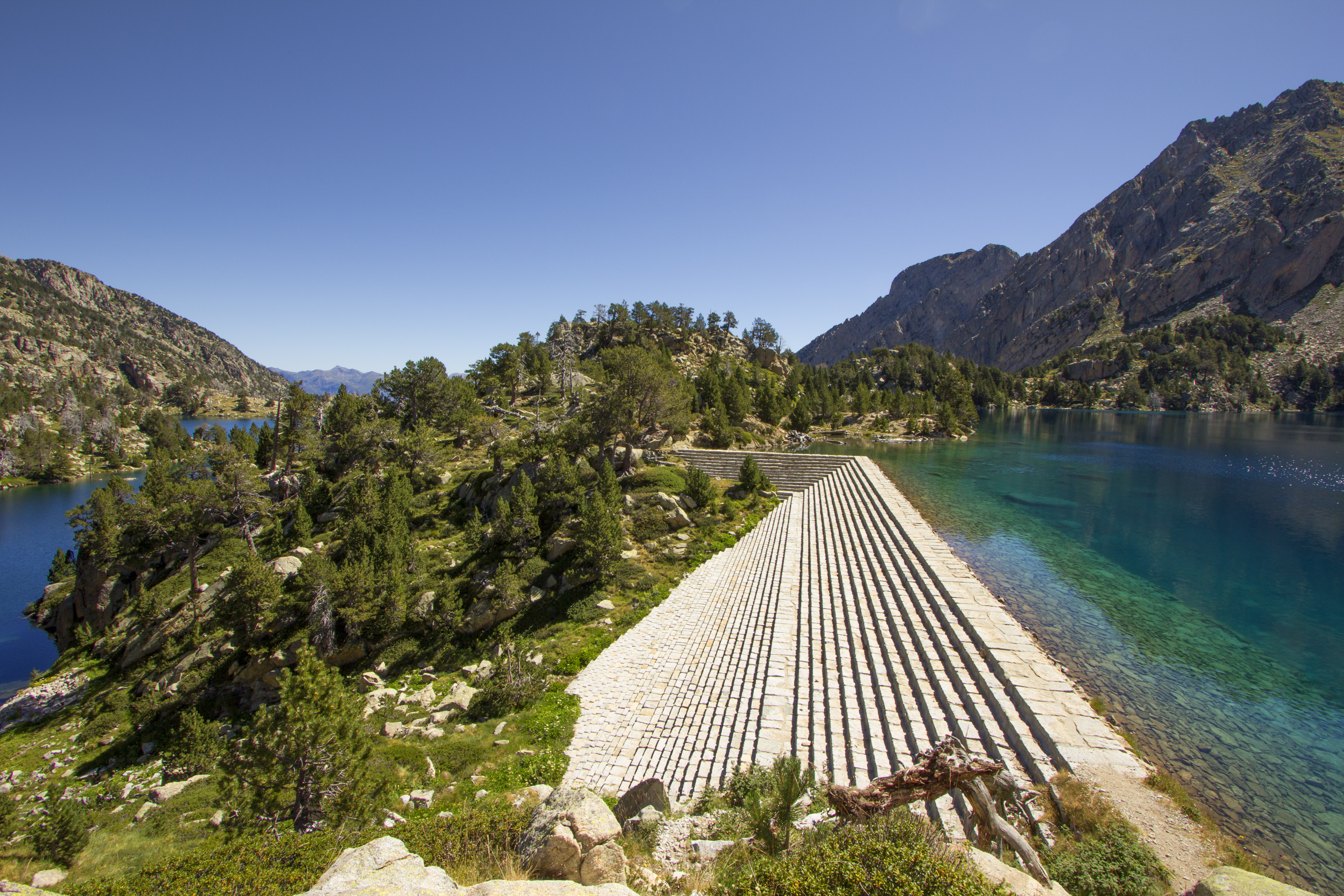
Presa de l'estany Negre de Peguera

L'empresa Hidroelèctrica de Catalunya va construir en els anys 50 del segle XX obres hidràuliques per aprofitar part de l'aigua dels nombrosos estanys de la capçalera de la vall de Peguera. Destaquen les preses de l'estany Negre de Peguera i la de l'estany Tort de Peguera, així com la conducció soterrada entre els dos estanys. L'aigua es concentra a l'estany de Lladres, llac represat per la Presa de la Font Grassa. D'aquí surt una canalització soterrada de 2 quilòmetres de longitud pel vessant esquerre de la vall, i travessant la carena que separa la vall de Peguera de la vall de l'Escrita, arriba fins al Salt de Lladres, per on es precipita fins a la Central hidroelèctrica de Lladres, actualment (2020) en desús.
D'aquest punt es deriva per una canalització soterrada fins al Salt de Sant Maurici (situat a 1.884 metres d'altitud), on serà turbinada a la Central hidroelèctrica de Sant Maurici.

### Pistes forestals
La construcció de les canalitzacions va fer necessària la creació d'una pista forestal apta per a vehicles tot terreny per accedir a la vall. La pista, anomenada camí de l'estany Negre, s'inicia al Prat de Pierró, a la vall del riu Escrita, puja pel vessant nord del Pui de Linya i flanqueja entrant a la vall de Peguera a una altitud de 1.961 metres, passant per l'estany de Lladres i puja fins al refugi Josep Maria Blanc, que es troba a 2.350 metres d'altitud.